# Periș (Ilfov)
Periș is een gemeente in het Roemeense district Ilfov en ligt in de regio Muntenië in het zuidoosten van Roemenië. De gemeente telt 6882 inwoners (2005).

## Geografie
De oppervlakte van Periș bedraagt 77,97 km², de bevolkingsdichtheid is 88 inwoners per km².
De gemeente bestaat uit de volgende dorpen: Periș, Brătulești, Cocioc, Bălteni, Buriaș.

## Politiek
De burgemeester van Periș is Ion Florea (PD).

## Geschiedenis
In 1579 werd Periș officieel erkend.